# Сивокрила патица
Сивокрилата патица (Anas specularis) е вид птица от семейство Патицови (Anatidae). Видът е почти застрашен от изчезване.

## Разпространение
Видът е разпространен в Аржентина и Чили.